# Tropar

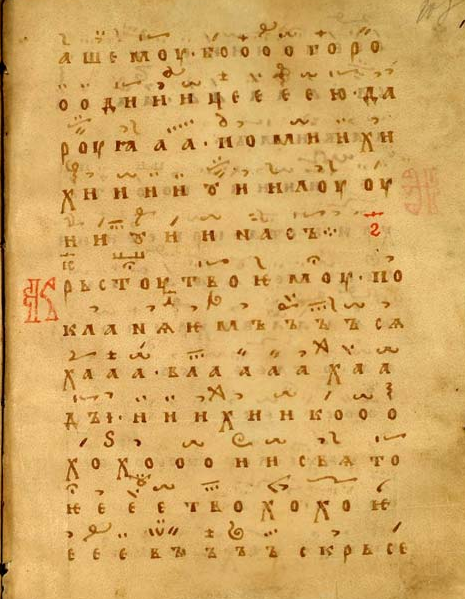
Pravoslavný tropar.

Tropar (také troparion) v byzantské hudbě a v náboženské hudbě pravoslavného křesťanství je krátký hymnus jedné sloky nebo organizovaný ve složitějších formách jako série slok s opakujícím se nápěvem.

## Charakteristika
Slovo pravděpodobně pochází ze zdrobněliny řeckého tropos („něco se opakovalo“), protože nejranější funkcí troparu byl refrén během recitace cantica (biblických ód) a žalmů. Jako takový byl tento termín používán jako synonymum slova hypakoe. Raný význam troparu souvisel s klášterní hymnou Tropologion nebo Troparologion. Proto byly jeho formy rozmanité, mohly to být jednoduché sloky jako apolytikia, theotokia, ale také propracovanější homiletické básně jako stichera komponované v psalmodických hexametrech (pravděpodobně ze stichos, „verš“) nebo ve složitějším metru jako ódy komponované v cyklech, zvaný kánon. Vzhledem k tomu, že tato tropologie byla ve své nejranější podobě organizována podle Octoechose, troparia byla vždy zpívána podle melos jednoho z osmi tónů používaných ve východní liturgické tradici.